# Consorti dei sovrani di Scozia

Stemma reale del Regno di Scozia

Quello che segue è un elenco delle regine consorti, delle principesse consorti e dei re consorti del Regno di Scozia (843-1707, cioè i coniugi dei re di Scozia, che de iure non governavano il regno.
La storia dei primi anni del regno di Scozia è spesso confusa e ignota, ciò è dovuto al fatto che le informazioni fornite dalle fonti del tempo sono spesso contraddittorie o vaghe e imprecise, per questo motivo non si hanno molte informazioni sulle consorti dei re di Scozia, prima del regno di Malcolm III di Scozia 1058-1093, se non in rari casi.
Nel 1707 con l'Atto di Unione, il Regno di Scozia, si unì al Regno d'Inghilterra formando il Regno di Gran Bretagna, Giorgio di Danimarca fu quindi l'ultimo principe consorte di Scozia e primo principe consorte di Gran Bretagna.

## Dunkeld (1034-1040)
| Immagine | Nome   | Padre | Divenne Consorte | Cessò di essere Consorte | Consorte di |
| -------- | ------ | ----- | ---------------- | ------------------------ | ----------- |
|          | Suthen | ?     | ?                | ?                        | Duncan I    |

## Moray (1040-1058)
| Immagine | Nome             | Padre | Divenne Consorte | Cessò di essere Consorte | Consorte di |
| -------- | ---------------- | ----- | ---------------- | ------------------------ | ----------- |
|          | Gruoch di Scozia | ?     | 1040?            | 1057?                    | Macbeth     |

## Dunkeld (1058-1286)
| Immagine | Nome                     | Padre                                   | Nascita           | Matrimonio       | Divenne Consorte | Cessò di essere Consorte | Morte                    | Consorte       |
| -------- | ------------------------ | --------------------------------------- | ----------------- | ---------------- | ---------------- | ------------------------ | ------------------------ | -------------- |
|          | Ingibiorg Finnsdottir    | [ 1 ]                                   | ?                 | ?                | 1058?            | 1069?                    | 1069?                    | Malcolm III    |
|          | Margherita di Wessex     | Edoardo l'esiliato (Wessex)             | c.1045            | 1070             | 1070             | 13 novembre 1093         | 16 novembre 1093         | Malcolm III    |
|          | Uchtreda di Northumbria  | Gospatric, conte di Northumbria         | ?                 | 1093/1094?       | 1093/1094?       | 1094                     | ?                        | Duncan II      |
|          | Sibilla di Normandia     | Enrico I d'Inghilterra (Normanni)       | 1092              | 1107             | 1107             | 12 luglio/13 luglio 1122 | 12 luglio/13 luglio 1122 | Alessandro I   |
|          | Maud di Northumbria      | Waltheof, conte di Northumbria          | 1074              | 1113             | 1124             | 1130                     | 1130                     | Davide I       |
|          | Ermengarda di Beaumont   | Riccardo I, visconte di Beaumont        | c.1170            | 1186             | 1186             | 4 dicembre 1214          | 12 febbraio 1233/34      | Guglielmo I    |
|          | Giovanna d'Inghilterra   | Giovanni d'Inghilterra (Plantageneti)   | 22 luglio 1210    | 21 giugno 1221   | 21 giugno 1221   | 4 marzo 1238             | 4 marzo 1238             | Alessandro II  |
|          | Maria di Coucy           | Enguerrand III, signore di Coucy        | c.1218            | 15 maggio 1239   | 15 maggio 1239   | 6 luglio 1249            | 1285                     | Alessandro II  |
|          | Margherita d'Inghilterra | Enrico III d'Inghilterra (Plantageneti) | 29 settembre 1240 | 26 dicembre 1251 | 26 dicembre 1251 | 26 febbraio 1275         | 26 febbraio 1275         | Alessandro III |
|          | Iolanda di Dreux         | Roberto IV, conte di Dreux              | c.1265            | 15 ottobre 1285  | 15 ottobre 1285  | 19 marzo 1286            | 2 agosto 1322            | Alessandro III |

## Balliol (1292-1296)
| Immagine | Nome                | Padre                               | Divenne Consorte | Cessò di essere Consorte | Consorte di |
| -------- | ------------------- | ----------------------------------- | ---------------- | ------------------------ | ----------- |
|          | Isabella di Warenne | John de Warenne, VI Conte di Surrey | 17 novembre 1292 | 10 luglio 1296           | Giovanni    |

## Bruce (1306-1371)
| Immagine | Nome                   | Padre                                   | Nascita       | Matrimonio       | Divenne Consorte | Cessò di essere Consorte             | Morte            | Consorte  |
| -------- | ---------------------- | --------------------------------------- | ------------- | ---------------- | ---------------- | ------------------------------------ | ---------------- | --------- |
|          | Elisabetta de Burgh    | Richard Óg de Burgh, II conte di Ulster | c. 1289       | 1302             | 27 marzo 1306    | 27 ottobre 1327                      | 27 ottobre 1327  | Roberto I |
|          | Giovanna d'Inghilterra | Edoardo II d'Inghilterra (Plantageneti) | 5 luglio 1321 | 17 luglio 1328   | 7 giugno 1329    | 7 settembre 1362                     | 7 settembre 1362 | Davide II |
|          | Margherita Drummond    | Sir Malcom Drummond                     | c. 1340       | 20 febbraio 1364 | 20 febbraio 1364 | 22 febbraio 1371 divorzio dal marito | 31 gennaio 1375  | Davide II |

## Stuart (1371-1651)
| Immagine | Nome                        | Padre                                         | Nascita          | Matrimonio      | Divenne Consorte | Cessò di essere Consorte                | Morte             | Consorte    |
| -------- | --------------------------- | --------------------------------------------- | ---------------- | --------------- | ---------------- | --------------------------------------- | ----------------- | ----------- |
|          | Eufemia de Ross             | Aodh, conte di Ross                           | prima del 1333   | 2 maggio 1355   | 22 febbraio 1371 | dicembre 1386                           | dicembre 1386     | Roberto II  |
|          | Annabella Drummond          | Sir John Drummond, XI Thane di Lennox         | c. 1350          | 1367            | 19 aprile 1390   | ottobre 1401                            | ottobre 1401      | Roberto III |
|          | Giovanna Beaufort           | John Beaufort, I conte di Somerset (Beaufort) | c. 1404          | 2 febbraio 1424 | 2 febbraio 1424  | 21 febbraio 1437                        | 15 luglio 1445    | Giacomo I   |
|          | Maria di Gheldria           | Arnoldo, duca di Gheldria (Egmond)            | c. 1434          | 3 luglio 1449   | 3 luglio 1449    | 3 agosto 1460                           | 1 dicembre 1463   | Giacomo II  |
|          | Margherita di Danimarca     | Cristiano I di Danimarca (Oldenburg)          | 23 giugno 1456   | luglio 1469     | luglio 1469      | 14 giugno 1486                          | 14 giugno 1486    | Giacomo III |
|          | Margherita d'Inghilterra    | Enrico VII d'Inghilterra (Tudor)              | 28 novembre 1489 | 24 gennaio 1502 | 24 gennaio 1502  | 9 settembre 1513 morte del marito       | 18 ottobre 1541   | Giacomo IV  |
|          | Maddalena di Francia        | Francesco I di Francia (Valois-Angoulême)     | 10 agosto 1520   | 1º gennaio 1537 | 1º gennaio 1537  | 7 luglio 1537                           | 7 luglio 1537     | Giacomo V   |
|          | Maria di Guisa              | Claudio, I duca di Guisa (Guisa)              | 22 novembre 1515 | 15 maggio 1538  | 15 maggio 1538   | 14 dicembre 1542 morte del marito       | 11 giugno 1560    | Giacomo V   |
|          | Francesco II di Francia     | Enrico II di Francia (Valois-Angoulême)       | 19 gennaio 1544  | 25 aprile 1558  | 25 aprile 1558   | 5 dicembre 1560                         | 5 dicembre 1560   | Maria I     |
|          | Enrico Stuart               | Matthew Stuart, IV conte di Lennox (Stuart)   | 7 dicembre 1545  | 29 luglio 1565  | 29 luglio 1565   | 10 febbraio 1567                        | 10 febbraio 1567  | Maria I     |
|          | James Hepburn               | Patrick Hepburn, III conte di Bothwell        | c. 1534          | 15 maggio 1567  | 15 maggio 1567   | 24 luglio 1567 abdicazione della moglie | 14 aprile 1578    | Maria I     |
|          | Anna di Danimarca           | Federico II di Danimarca (Oldenburg)          | 12 dicembre 1574 | 20 agosto 1589  | 20 agosto 1589   | 2 marzo 1619                            | 2 marzo 1619      | Giacomo VI  |
|          | Enrichetta Maria di Francia | Enrico IV di Francia (Borbone)                | 25 novembre 1609 | 13 giugno 1625  | 13 giugno 1625   | 30 gennaio 1649 esecuzione del marito   | 10 settembre 1669 | Carlo I     |

## Commonwealth (1651-1660)
Durante la repubblica puritana di Oliver Cromwell, la consorte del Lord Protettore prendeva il titolo di Lady Protettrice di Inghilterra, Scozia ed Irlanda
| Immagine | Nome                | Padre               | Nascita | Matrimonio     | Divenne Consorte                   | Cessò di essere Consorte          | Morte          | Consorte         |
| -------- | ------------------- | ------------------- | ------- | -------------- | ---------------------------------- | --------------------------------- | -------------- | ---------------- |
|          | Elizabeth Bourchier | Sir James Bourchier | 1597    | 22 agosto 1620 | 16 dicembre 1653 ascesa del marito | 3 settembre 1658 morte del marito | 8 ottobre 1672 | Oliver Cromwell  |
|          | Dorothy Maijor      | Richard Maijor      | 1627    | 1 maggio 1649  | 3 settembre 1658 ascesa del marito | 25 maggio 1659                    | 1676           | Richard Cromwell |

## Stuart (1660-1707)
| Immagine | Nome                  | Padre                                      | Nascita          | Matrimonio        | Divenne Consorte                  | Cessò di essere Consorte                | Morte            | Consorte    |
| -------- | --------------------- | ------------------------------------------ | ---------------- | ----------------- | --------------------------------- | --------------------------------------- | ---------------- | ----------- |
|          | Caterina di Braganza  | Giovanni IV del Portogallo (Braganza)      | 25 novembre 1638 | 21 maggio 1662    | 21 maggio 1662                    | 6 febbraio 1685 morte del marito        | 30 novembre 1705 | Carlo II    |
|          | Maria Beatrice d'Este | Alfonso IV, duca di Modena e Reggio (Este) | 5 ottobre 1658   | 30 settembre 1673 | 6 febbraio 1685 ascesa del marito | 11 dicembre 1688 deposizione del marito | 7 maggio 1718    | Giacomo VII |
|          | Giorgio di Danimarca  | Federico III di Danimarca (Oldenburg)      | 2 aprile 1653    | 28 luglio 1683    | 8 marzo 1702 ascesa della moglie  | 1º maggio 1707                          | 1º maggio 1707   | Anna        |